# Heidi Lange (Basketballspielerin)
Heidi Lange (* 16. Juli 1961 in Hamburg) ist eine ehemalige deutsche Basketballspielerin.

## Werdegang
Lange war bundesdeutsche Jugend-Auswahlspielerin, im August 1978 nahm sie an der Kadettinnen-Europameisterschaft in Spanien teil und erzielte während des Turniers 3 Punkte je Einsatz.
Sie spielte 1981/82 mit dem Hamburger TB (HTB) in der Bundesliga und war Kapitänin. 1982 zog sich die Innenspielerin zurück.